# Bernried am Starnberger See
Bernried am Starnberger See è un comune tedesco di 2 156 abitanti, situato nel land della Baviera.

## Geografia
Si trova nel sud della Baviera, nella regione dell'Alta Baviera, sul versante settentrionale delle Alpi Bavaresi, vicino alle rive del Lech - un affluente di destra del Danubio - e al confine con l'Austria.
Il paese si sviluppa sulle rive del lago di Starnberg.

## Storia
Otto e Adelheid von Valley stabilirono un canonicato a Bernried nel 1120. Dal 1330, il villaggio faceva parte del territorio del monastero di Bernried, che fu sciolto intorno al 1803.
Nel 1818, nell'ambito delle riforme amministrative del Regno di Baviera, Bernried divenne un comune politico indipendente.
Il monastero fu ristrutturato in un castello in stile rinascimentale. Le Suore Benedettine Missionarie di Tutzing lo acquistarono nel 1949 e lo utilizzarono come noviziato e oggi come centro educativo.

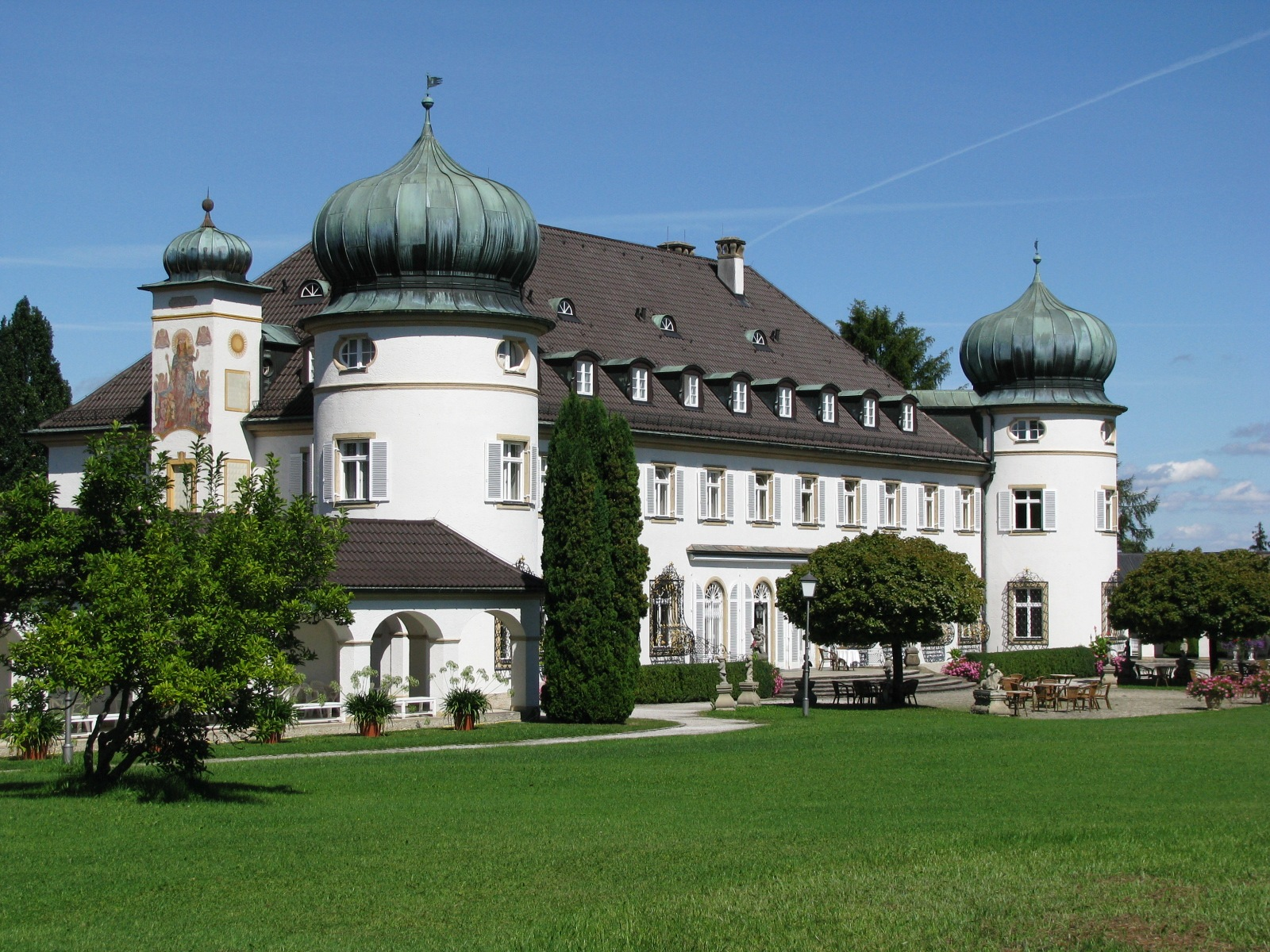
Palazzo di Höhenried

La comunità di Bernried ha attirato numerosi artisti. Nel 1998, nel parco del palazzo di Höhenried è stato costruito il Museo della fantasia di Buchheim, che dal 1999 è una delle principali attrazioni per i visitatori di tutto il mondo.